# Урай
Ура́й — город в России, в Ханты-Мансийском автономном округе — Югре, Тюменская область. Население — 41 315 человек (2021).
Как административно-территориальная единица ХМАО имеет статус города окружного значения. В рамках местного самоуправления образует муниципальное образование город Урай со статусом городского округа как единственный населённый пункт в его составе.

## Этимология
Возник как посёлок при освоении нефтяных месторождений, название от мансийского урай — «старица, дугообразное озеро». С 1965 года — город Урай.

## Физико-географическая характеристика
Площадь территории — 54,3 км².
Координаты:
60°08"00" с. ш. 64°47"00" в. д.
Город Урай находится в часовой зоне Екатеринбургского времени. Смещение относительно UTC составляет +5:00. Относительно Московского времени часовой пояс имеет постоянное смещение +2 часа и обозначается в России соответственно как MSK+2.
Город Урай находится на Тавдинско-Кондинской наклонной равнине. Морфоструктура отрицательная (низменность), вовлечённая в поднятие (до 100 метров в абсолютных отметках). Тип морфоструктур: преимущественно прямые гетерогенные.
Основная часть города находится на первой плоской надпойменной террасе, местами с хорошо выраженными формами речной эрозии и аккумуляции с относительной высотой 8—14 метров. С удалением от реки Конды начинается четвёртая надпойменная терраса (озёрно-аллювиальная равнина), плосковолнистая значительно переработанная денудацией.

### Климат
Город Урай и городской округ приравнены к районам Крайнего Севера.
В Урае умеренно континентальный климат с коротким тёплым летом и продолжительной холодной зимой. Урай является наиболее благоприятным местом Ханты-Мансийского округа с точки зрения климата. Продолжительность солнечного сияния — 1800—1900 часов (для сравнения Сургут — 1600—1700), годовая амплитуда температур — около 36 С° (Сургут — более 38 С°), продолжительность периода со среднесуточной температурой — более 0 С° 185 дней (Сургут — менее 170, Ханты-Мансийск — чуть более 170 дней), количество осадков — 400—450 мм в год, в среднем 165 дней в году в Урае осадки. Весна в городе наступает (разрушение устойчивого снежного покрова в поле) чуть позже 15 апреля (в Ишиме — 11 апреля, в Сургуте — 28 апреля). В конце мая среднесуточная температура переходит границу +10 С°, Средняя продолжительность безморозного периода более 105 дней в году. Около 60 дней в городе среднесуточная температура превышает +15 С°. Продолжительность устойчивых морозов — около 143 дней (Ханты-Мансийск — более 150 дней), число дней с метелью — чуть более 30 дней (Сургут — более 50 дней в году).
Вечная мерзлота
В нескольких десятках километров к югу от города проходит южная граница распространения вечной мерзлоты (разобщённой), глубокое залегание древней вечной мерзлоты (водораздельно-долинный тип). Таким образом, на подъездах к посёлку Междуреченский многолетней мерзлоты уже не обнаруживается.
| Показатель                    | Янв. | Фев. | Март | Апр. | Май | Июнь | Июль | Авг. | Сен. | Окт. | Нояб. | Дек. | Год |
| ----------------------------- | ---- | ---- | ---- | ---- | --- | ---- | ---- | ---- | ---- | ---- | ----- | ---- | --- |
| Средний суточный максимум, °C | −14  | −12  | −2   | 6    | 13  | 21   | 23   | 19   | 13   | 4    | −6    | −12  | 5   |
| Средний суточный минимум, °C  | −23  | −22  | −13  | −4   | 3   | 9    | 12   | 9    | 4    | −3   | −13   | −20  | −5  |
| Источник: Sunmap              |      |      |      |      |     |      |      |      |      |      |       |      |     |

## История
- В 1922 году в устье впадения реки Колосья в реку Конда переселенцы из Центральной России основали посёлок Урай.
- В 1930 году в деревне Урай Шаимского сельского Совета организовали рыболовецкую артель имени Декабристов.
- В 1946 году создали лесопромышленный пункт для заготовки леса и сплава его по реке Конде.
- В 1951 году открылась Урайская участковая больница на 5 коек. На тот момент в больнице работало 3 медицинских работника: акушерка, фельдшер и санитарка.
- В 1957 году составлен генеральный план строительства посёлка Урай на площади 57,0 га.
- 25 мая 1959 года недалеко от посёлка Чантырья заложили первую разведочную скважину Шаимской партии глубокого бурения Ханты-Мансийской комплексной геолого-разведочной экспедиции;
- 16 июня 1959 года геологи провели детальное исследование по реке Конде и её притокам. При испытании Мало-Атлымской скважины получена первая в области нефть, содержащая до 62% светлых нефтепродуктов.
- В конце сентября 1959 года скважина №2 на Мулымьинской площади дала высококачественную нефть, дебитом до 1 м3/сутки.
- В 1960 году открыто первое нефтяное месторождение в Западной Сибири (Шаимское) и началось его освоение.
- 31 июля 1962 года решением Исполнительного комитета Кондинского районного Совета депутатов трудящихся, Ханты-Мансийского национального округа Тюменской области № 212/ 1 организован рабочий поселок Урай, год спустя избран первый поселковый Совет. 25 июня 1965 года Указом Президиума Верховного Совета РСФСР посёлку присвоили статус города окружного подчинения.
- С 1966 года горсовет решил открыть регулярное движение автобусов до посёлков Чантырья и Половинка. Вышел первый номер газеты «Знамя». Открыта детская музыкальная школа.
- В 1967 году восемь спортсменов отправились в областной центр, чтобы доложить об успехах урайских нефтяников и строителей, соревнующихся за достойную встречу дня выборов в Советы и 50-летия юбилея Великого октября.
- В 1968 году бригада вышкомонтажников во главе с коммунистом Вагаловым переместила и смонтировала буровую № 529 за 6 часов, а буровую № 600 за 4,5. Это рекорды страны в вышкостроении.
- В 1969 году приказом №278 по школе №1 города Урая зачислен навечно в списки выпускник школы Анатолий Яковлев, павший смертью героя в бою с китайскими провокаторами 15 марта при защите Даманского острова. Открыт пионерский лагерь «Северный».
- В 1970 году введён в эксплуатацию радиотелевизионный передающий центр «Орбита». Театр юного зрителя Дома пионеров поставил первый крупный спектакль в Урае. На хлебозаводе вступил в строй новый цех безалкогольных напитков.
- В 1971 году вступило в строй здание молочной кухни.
- В 1973 году:
  - построен аэропорт Урай и здание аэровокзала;
  - открыт Музей истории города Урай.
- С 2006 года образует городской округ.
- В 2016 году постановлением администрации г. Урай №3535 МБОУ «Гимназия» присвоено имя Анатолия Яковлева.

## Население
| 1959    | 1967    | 1970    | 1979    | 1989    | 1996    | 1998    | 2000    | 2001    |
| ------- | ------- | ------- | ------- | ------- | ------- | ------- | ------- | ------- |
| 900     | ↗22 000 | ↘17 385 | ↗21 519 | ↗37 198 | ↘36 600 | ↗37 100 | ↗38 400 | ↗39 900 |
| 2002    | 2005    | 2006    | 2007    | 2008    | 2009    | 2010    | 2011    | 2012    |
| ↘38 872 | ↗40 600 | ↗41 500 | ↗42 400 | ↗43 000 | ↗43 224 | ↘39 457 | ↗39 507 | ↘39 456 |
| 2013    | 2014    | 2015    | 2016    | 2017    | 2018    | 2019    | 2020    | 2021    |
| ↗39 579 | ↗39 893 | ↗40 361 | ↗40 477 | ↗40 559 | ↘40 477 | ↘40 292 | ↗40 537 | ↗41 315 |

На 1 января 2025 года по численности населения город находился на 363-м месте из 1124 городов Российской Федерации.

## Экономика
Урай является моногородом. Основное нефтегазодобывающее предприятие «Урайнефтегаз» входит в состав нефтяной компании «Лукойл». В городе начинается нефтепровод Шаим — Тюмень.
Помимо предприятий, обслуживающих нефтедобычу, в городе действует ряд предприятий пищевой промышленности и сферы обслуживания.
В Урае действуют:
- коммерческие банки: 
  - Урайское отделение № 7961 Сбербанка РФ,
  - филиал Альфа-Банка,
  - Филиал банка Открытие,
  - филиал банка Почта банк
  - представители банка Тинькофф
- Кредитный Потребительский Кооператив КСП "ЭКПА"

В феврале 2009 года прекратил свою деятельность ООО «Урайкомбанк».
В августе «2016 года банки Петрокоммерц» и "Ханты-Мансийский банк" были объединены в банк «Открытие»

### Культура и образование
В городе работал филиал Тюменского нефтегазового университета.
Филиал Тюменского государственного университета в городе Урае начал работу в 1995 году. Руководителем и основателем филиала является кандидат педагогических наук Грибов Владимир Николаевич. В 2009 году филиал был закрыт.
Бюджетное учреждение профессионального образования Ханты-Мансийского автономного округа — Югры «Урайский политехнический колледж» многоуровневое учреждение профессионального образования, признанное в 2009 году Лучшим учреждением среднего профессионального образования в Ханты-Мансийском автономном округе — Югре.
Имеется музей истории города.
При Дворце культуры «Нефтяник» работает Народный Театр-студия «Авось...!» (основан в 1974 году, с 1990 года под руководством Нелли Шкуренко); в репертуаре спектакли для детей по произведениям Е. Шварца, К. Сергиенко, народных сказок, комедии Б. Рацера и В. Константинова, Самуила Алёшина, Леонида Филатова, Альдо Николаи, сложная драматургия Эжена Ионеско и Людмилы Петрушевской. В городе существуют также Народный театр «Синяя птица» призёр всероссийских и окружных театральных конкурсов, ОШУТ «Терра Инкогнита» (театральный коллектив МБОУ Гимназия имени А.И.Яковлева), а также театр-студия «Антре» (театральный коллектив 12 школы)
Также в ДК «Нефтяник» кроме Народного самодеятельного театра «Авось...!»  есть ещё несколько театральных коллективов, «Северное Сияние» (реж. Алёна Кислицина) и «Лаборатория образов Bromus» (реж. Светлана Перевощикова), которые ежегодно дарят своему зрителю яркие эмоции.
Народный цирковой коллектив «Юность» является большой гордостью города. Основан в 1982 году, звание «народный» присвоено в 1986 году. С момента образования коллектив принял участие и организовал более 2 тысяч (2820) концертов.

## Транспорт
Урай — Советский
Урай — Ханты-Мансийск
Урай — пгт. Междуреченский (ж/д Устье-Аха)
Урай — п. Мулымья
Урай — Ушья
Урай — Шаим
Расписание аэропорта Урай: состоит из шести рейсов в три направления: Екатеринбург, Тюмень, Ханты-Мансийск авиакомпании ЮТэйр.
Летом 2018 года рейс Домодедово - Урай - Домодедово выполнялся авиакомпанией «Комиавиатранс» 1 раз в неделю — по субботам.

## Города-побратимы
- Саки

## Руководство
Глава города Урай — Закирзянов Тимур Раисович  с 12 ноября 2019 года

## Интересные факты
- В Западном микрорайоне Урая установлен паровоз-памятник серии Л, когда-то водивший поезда по железным дорогам СССР[25]. Однако город Урай удалён на 120 километров от ближайшей железной дороги.
- На гербе Урая изображена стилизованная чайка. Среди коренного населения эта птица часто упоминается как Дух-покровитель, защитник жителей Конды. Наблюдательные манси-рыбаки заметили, что чайки прилетают на Север ранней весной, в половодье, они так же, как люди, выслеживают косяки рыб. Там, где кружит стая птиц — много рыбы, а значит, удачная рыбалка. Вот и получается, что чайки помогают рыбакам обеспечивать свои семьи. К тому же чайки очень «социальные» птицы, они всегда селятся недалеко от людей, потому что научились извлекать пользу из этого соседства. После удачной рыбалки манси выбирают из сети крупную рыбу, а мелочь оставляют в качестве благодарности птицам-помощникам. Получается, что и рыбаки помогают чайкам растить птенцов. В мифах, передаваемых коренными народами Севера из уст в уста о Духе-покровителе, речь идёт не о речной, а о морской чайке — «Птице Сури». Легенды повествуют о том, что исторические предки манси пришли на эту территорию с берегов тёплого моря. Именно туда, на родину предков, возвращаются их души, завершив земной цикл жизни. Птицы нередко упоминаются в самых разных культурах, олицетворяя собой свободу, духовность и триединство Земли, Воды и Неба. Сури — образ крылатого покровителя, который отражает своим крылом невзгоды, укрывает от беды, поднимает над проблемами и указывает путь к успеху. Отсюда и талисманы, изготовленные из пера свободной птицы: считается, что белые перья, которые она случайно обронила, указывают верный путь, приносят удачу. Образ белокрылой чайки — Птицы Сури — стал туристическим брендом города Урай[26][27][28].
- В 2021 году на набережной реки Конды появилась скульптурная композиция, изображающая птицу Сури. Острокрылая бронзовая чайка расположена на высоком берегу недалеко от смотровой площадки, её очертания хорошо видны на фоне неба и реки,  с птицей из легенды часто фотографируются урайцы и гости города.

## Известные горожане
- Либов, Лев Иосифович  (1921—2015) — директор школы, затем гимназии №1[29]. Почётный гражданин Урая.
- Кухарук, Руслан Николаевич (род. 8 мая 1979) - Губернатор Ханты-Мансийского автономного округа — Югры с 8 сентября 2024 года